# Mistral gagnant (chanson)
Pour les articles homonymes, voir Mistral gagnant.
Singles de Renaud
Baby-Sitting Blues
(1986) Jonathan
(1988)
Pistes de Mistral gagnant
Si t’es mon pote Trois Matelots
Mistral gagnant est une chanson de Renaud, éponyme de l’album Mistral gagnant paru en 1985.

## Histoire de la chanson
Le titre vient du nom d’une ancienne confiserie, le Mistral gagnant, disparue bien avant l’enregistrement de la chanson.
C’est une chanson dans laquelle le chanteur parle de ses souvenirs et des bonbons de son enfance. Elle est largement imprégnée de la mélancolie du chanteur exprimée au travers de ses souvenirs de bonbons, aujourd’hui disparus comme le temps qu’on ne peut pas récupérer (Mistral gagnant, Coco Boer, Roudoudou, Car en sac, Mint'ho). La chanson est destinée à sa fille Lolita.
Renaud raconte que cette chanson ne devait pas figurer sur l’album, car il pensait qu’elle « était trop personnelle et n’intéresserait pas grand monde ». Écrite un soir en une demi-heure dans un coin du studio de Los Angeles où il enregistre son album dont il n’a pas encore la chanson-titre, il appelle sa femme Dominique et la lui  chante au téléphone. Après l’avoir entendue, elle lui dit : « Si tu ne l’enregistres pas, je te quitte…, »
En mai 2015, selon un sondage BVA, elle est désignée « chanson préférée des Français » devant Ne me quitte pas de Jacques Brel et L'Aigle noir de Barbara,.

## Influence

### Reprises de la chanson
La chanson a été reprise de nombreuses fois depuis sa création par Renaud. Elle a été interprétée entre autres par :
- Yves Duteil
- Maxime Le Forestier et Vanessa Paradis pour Les Enfoirés, sur l'album Enfoirés en Cœur
- Amel Bent
- Lara Fabian, en live, sur l'album En toute intimité
- Jean-Louis Aubert
- Jean-Louis Aubert et Carla Bruni, lors de l'émission Docteur Renaud, Mister Renard le 29 mars 2003 sur France 2
- Camélia Jordana, lors du télé-crochet Nouvelle Star du 2 juin 2009 sur W9
- Jean-Baptiste Maunier, dans l'émission Dans l'univers de... Patrick Fiori
- La Grande Sophie revisite la chanson dans son univers rock dans l'émission Les Affranchis sur France Inter le 14 février 2012
- Cœur de pirate sur l'album La Bande à Renaud
- Grand Corps Malade
- Louane et Calogero à la Fête de la musique 2015[Où ?]
- Gratt'DeLaPatt', sur l'album Au naturel en 2010 et sur Gratt&Co - Mais Co n'est pas venu en 2015
- Florent Pagny sur l'album Tout simplement en 2018

Le titre est repris comme sample par Booba dans Pitbull et Le Bitume avec une plume ainsi que dans sa chanson Petite fille.
Le sample a également été réalisé en mars 2021 par le rappeur BU$HI sur le titre "Mistral".

### Parodies de la chanson
De nombreuses parodies ont été réalisées sur ce titre, parmi lesquelles :
- celle du studio Paral & Piped, Bordel ambiant
- celle de Laurent Gerra, Football gagnant
- celle de Mike compagnie, Mistral Putin
- celle de Monsieur Sylvestre des Guignols de l'Info, Mittal gagnant
- celle de Jean-Marie Le Pen et Marion Maréchal-Le Pen des Guignols de l'Info, Front National Gagnant[6]

### Association Mistral gagnant
En 1991, l’association belge Mistral gagnant, en référence à la chanson, est créée sous le parrainage de Renaud. Elle a pour objet de réaliser, le temps d’un jour, le souhait d’enfants atteints de maladies graves. Depuis lors, plus de 900 souhaits d’enfants ont été réalisés.

## DocumentaireEt les mistrals gagnants
La chanson de Renaud inspire le titre du film documentaire français Et les mistrals gagnants d'Anne-Dauphine Julliand, sorti en 2017.